# St. Jakobus der Ältere (Bad Iburg)

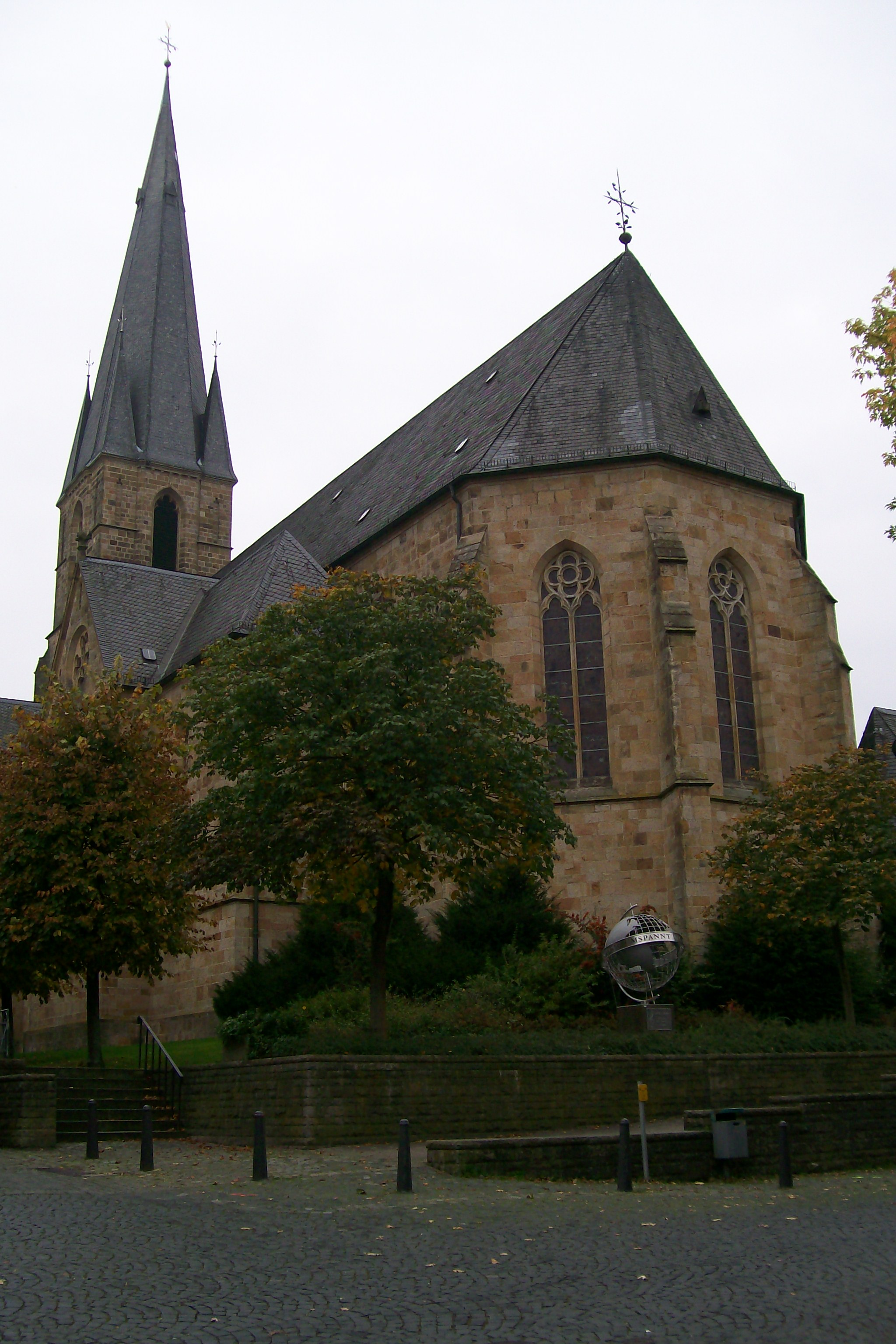
St. Jakobus der Ältere in Glane

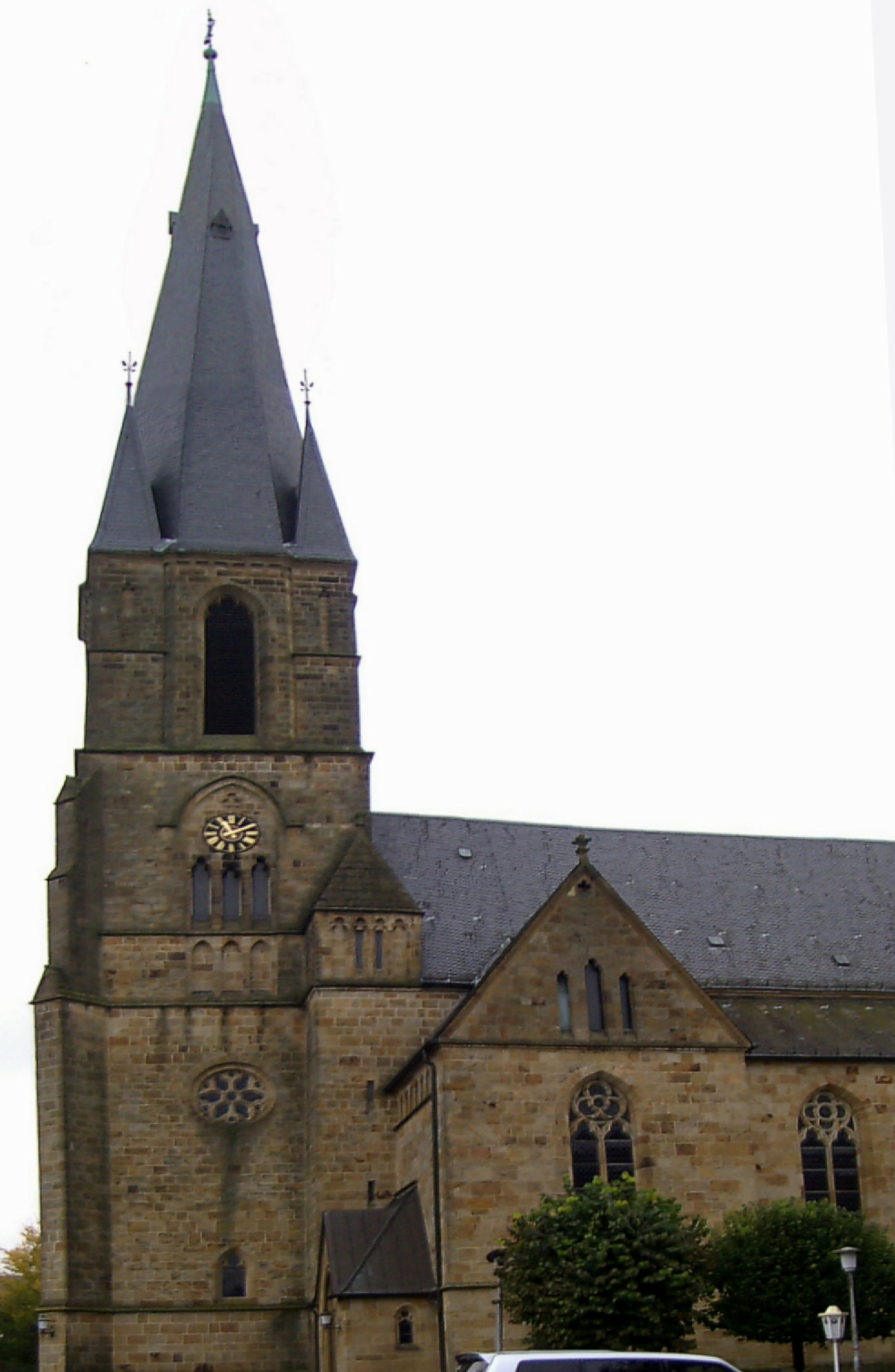
Turm der Kirche

Die Kirche St. Jakobus der Ältere ist eine römisch-katholische Pfarrkirche im Stadtteil Glane von Bad Iburg in Niedersachsen. Die Hallenkirche wurde im  neugotischen Stil erbaut.

## Geschichte
Erstes Kirchengebäude in Glane war eine kleine Kirche, die 1088 erstmals erwähnt wurde. Sie war vermutlich ein Fachwerkbau, der mehrfach umgebaut und erweitert wurde. Ein größerer Neubau wurde Mitte des 14. Jahrhunderts am Standort der heutigen St.-Jakobus-Kirche errichtet und 1356 unter dem Patrozinium des Apostels Jakobus der Ältere geweiht. Diese Kirche brannte am 19. Mai 1875 nieder, nachdem ein Blitz in den Kirchturm eingeschlagen war. Die als Ersatz 1876 bis 1878 gebaute Kirche wies so große Baumängel auf, dass sie 1885 geschlossen wurde. Die Gemeinde wich in eine im selben Jahr errichtete Notkirche aus. Am 29. Mai 1904 wurde der Grundstein für die neugotische Hallenkirche gelegt. Ihre Weihe war am 12. Juli 1905. Die Pläne stammen von Wilhelm Sunder-Plaßmann.
Die Kirche wurde dreischiffig mit fünf Jochen angelegt und aus behauenem Sandstein errichtet. Der Turm von 68 Meter Höhe auf quadratischer Grundfläche trägt einen achteckigen Helm mit vier Pyramidenspitzen an den vier Ecken. Die fünf Bronzeglocken goss die Glockengießerei Petit & Gebr. Edelbrock aus Gescher im Jahr 1948, nachdem die Vorgängerglocken im Ersten und Zweiten Weltkrieg bis auf eine Messglocke eingeschmolzen worden waren.
Die Gewölbe des Mittelschiffs sind mit floralen Ornamenten bemalt, die Kapitelle der acht Sandsteinsäulen mit stilisierten Akanthus-Blättern. Die farbigen Fenster zeigen Heiligendarstellungen.
2009 wurde die Kirche umgestaltet. Wegen sinkender Zahl der Gottesdienstbesucher wurde der Altar näher an das Kirchenschiff gerückt. An dessen Stelle wurde das Taufbecken aufgestellt. Die Kirche erhielt einen neuen Beichtstuhl. An den Wänden der Seitenschiffe wurden zur Verbesserung der Akustik unterhalb der Fenster blaugraue Dämmplatten angebracht, auf denen die Bilder des Kreuzweges aufgehängt wurden. Außerdem wurde das Deckengewölbe neu gestrichen.

## Ausstattung
Ältestes Ausstattungsstück der Kirche ist eine gotische Pietà, die um 1420 in der Werkstatt eines unbekannten Bildhauers aus Westfalen entstand. Sie wurde 1987 restauriert. Seither ist sie wieder farbig im Stil des Barock gefasst. Aus der ersten Hälfte des 17. Jahrhunderts stammt die Statue von Jakobus dem Älteren. 
Der Hochaltar zeigt den auferstandenen Christus und die Apostel Petrus, Johannes, Philippus, Andreas, Matthias und Paulus. Die Holzschnitzarbeiten sind ein Werk des Bildhauers Werner Bruning aus Mesum. Um 1990 schuf er für die Kirche auch die Skulptur des Apostels Thomas an der Westwand der Kirche. 
Der schlichte Gemeindealtar aus Travertin wurde 1970 von dem Osnabrücker Bildhauer Walter Mellmann (1910–2001), geschaffen, als der Innenraum entsprechend dem Sacrosanctum Concilium des Zweiten Vatikanischen Konzils umgestaltet wurde. Aus diesem Jahr stammt der Liturgiereform folgend auch Mellmanns Ambo aus Travertin. Für die Kirche fertigte Mellmann außerdem den Tabernakel, das Altarkreuz und den Taufbrunnen aus Travertin an, dessen Bronzedeckel eine Taube mit ausgebreiteten Flügeln trägt, die den Heiligen Geist symbolisiert. Aus dem Jahr 1972 stammt seine bronzene Marienstatue. 1980 schuf Werner Mellmann für die Kirche aus Eichenholz die Statue des Heiligen Antonius von Padua. Sie befindet sich an der Westwand des hinteren Kirchenteils. 
Mit der Skulptur des Patrons der Kirche, Jakobus dem Älteren, und der Skulptur des Heiligen Isidor verfügt die Kirche über zwei Arbeiten des in Glane geborenen Bildhauers und Professors Heinrich Pohlmann (1839–1917). 
Aus der Werkstatt der Mayer’schen Hofkunstanstalt in München stammen zwei Skulpturen aus Holz, die ursprünglich farbig gefasst waren. Es sind eine Pietà von 1906 sowie der Tod des Heiligen Josef von 1910. 
Die 14 Kreuzwegstationen fertigte der Bildhauer Anton Mormann aus Wiedenbrück im Jahr 1875 an. Die Stationen, deren Form antike Tempel nachempfindet, befinden sich seit 1906 in der Kirche.
Die Orgel wurde von der Orgelbauwerkstätte Matthias Kreienbrink in Osnabrück gebaut. Den Prospekt mit Bekrönung schnitzte der Bildhauer Heinrich Starmann aus Neuenkirchen (Oldb.). Geweiht wurde die Orgel am 4. März 1973.
Nördlich der Kirche steht das Kriegerdenkmal, das an die gefallenen Einwohner der beiden Weltkriege erinnert.